# Brezovica pri Ljubljani
Brezovica pri Ljubljani – wieś w Słowenii, siedziba gminy Brezovica. W 2018 roku liczyła 3053 mieszkańców.